# لک‌لک‌چهره‌ها
لک‌لک‌چهره‌ها (نام علمی: Pelargopsis) نام یک سرده از زیرخانواده ماهی‌خورک درختی است.